# 안톤 아커만

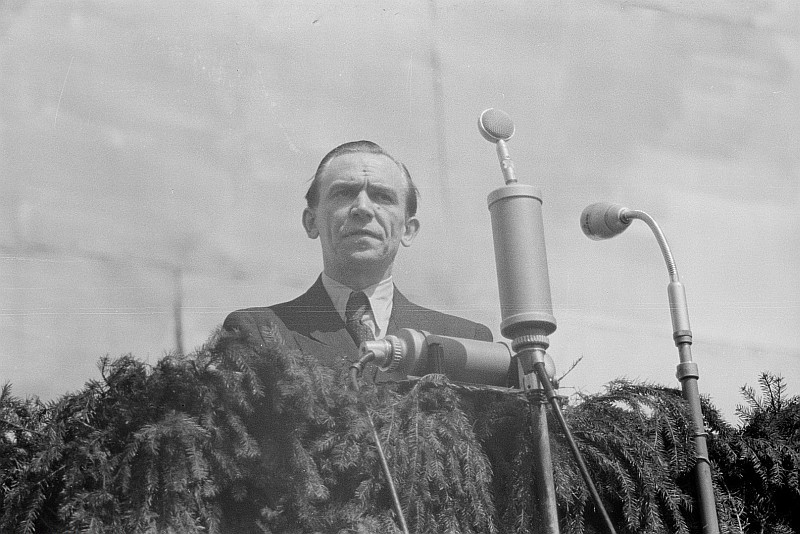
안톤 아커만

안톤 아커만(독일어: Anton Ackerman, 본명:오이겐 하니시(독일어: Eugen Hanisch), 1905년 12월 25일 ~ 1973년 5월 4일)은 동독의 정치인이며, 1953년 간단히 외무장관으로 근무하였다.
작센주 탈하임에서 태어나 1920년부터 1925년까지 독일 공산 청년 운동의 공무원으로 일하였고, 1926년에는 독일 공산당에 입당하였다. 모스크바의 레닌 학교에서 수학하였는 데, 1933년 독일에서는 나치당이 정권을 잡은 후에 공산당이 제명당하였다. 아커만은 불법적인 공산당을 위해 지속적으로 일하였다.
1935년부터 1937년까지 프라하에서 살았다. 스페인 내전 동안에 아커만은 국제 여단의 정치 학교 지도자로 있었다. 얼마 안되자, 모스크바로 가서 독일어 신문 〈자유의 말〉의 편집자가 되었다.
제2차 세계대전 후에 독일로 돌아가 동독 공산당인 통일사회당에 입당하였다. 그는 중앙 의원회에 선출되었고, 1949년 공산 정치국의 후보 단원이 되었다. 1950년부터 1954년까지 인민 의회의 단원을 지냈다.
1949년부터 1953년까지 외무부의 부장관을 지내나가, 전임자 게오르크 데르팅거의 체포 후에 아커만은 간단히 외무장관에 있었다.
1954년에 그는 정치국에서 제명당하였고 당의 적대 행위로 인하여 외무장관 직을 박탈당하였다. 1956년에 국가 계획부에 복직되어 근무하였다.
1970년에는 투사적 서비스 메달을 수상하였다. 1973년 5월 4일 동베를린에서 자살하였다.